# Peter Romanovsky
Peter Arsenievich Romanovsky (em russo:  Пётр Арсеньевич Романо́вский (29 de julho de 1892, São Petersburgo - 1º de março de 1964, Moscou) foi um russo Mestre Internacional de xadrez. Árbitro Internacional e autor.